# 1890 au Nouveau-Brunswick
Chronologie du Nouveau-Brunswick
- 1886
- 1887
- 1888
- 1889
- 1890
- 1891
- 1892
- 1893
- 1894

Cette page concerne des événements d'actualité qui se sont produits durant l'année 1890 dans la province canadienne du Nouveau-Brunswick.

## Événements
- 20 janvier : 27e élection générale néo-brunswickoise.
- 15 avril : Pierre-Amand Landry devient le premier acadien à être juge.
- 31 juillet : le conservateur Édouard-H. Léger remporte l'élection partielle fédérale sans opposition de Kent à la suite de la démission de Pierre-Amand Landry.

## Naissances
- 25 janvier : Louis-Prudent-Alexandre Robichaud, député.
- 14 novembre : Alfred Johnson Brooks, député, ministre et sénateur.

## Décès
- 5 avril : Bliss Botsford, député